# بریون، ان
بریون، ان (به فرانسوی: Brion) یک کمون در فرانسه است که در canton of Nantua واقع شده‌است.

## خصوصیات
بریون ۴٫۴۸ کیلومترمربع مساحت و ۵۰۶ نفر جمعیت دارد و ۵۰۰ متر بالاتر از سطح دریا واقع شده‌است.